# 戶松遙
戶松遙（日语：／ Tomatsu Haruka，1990年2月4日—）是日本的女性声優、演员、歌手。Music Ray'n所屬。愛知縣一宮市出身。血型為B型。身高165cm。
代表作有 《出包王女》 （菈菈）、《未聞花名》（安城鳴子）、《刀劍神域》（亞絲娜／結城明日奈）、《Happiness Charge 光之美少女！》（冰川伊緒奈／命運天使）、《妖怪手錶》（天野景太）、《DARLING in the FRANXX》（02） 等。

## 概要

### 經歷
- 於2005年至2006年裡所舉辦的「Music Ray'n 超級聲優選拔」活動中金榜題名，從此開始了聲優之路。
- 2006年1月份舉辦的第六屆的東寶灰姑娘選拔中，從3萬7443人裡脫穎而出，是能進入最終選拔中15人的其中一人。
- 2007年以演出「神曲奏界」裡的女主角「克緹卡兒蒂·阿巴·拉格蘭潔絲」後獲得各界注目，參加動畫演出的機會也於此增加。
- 2008年高中畢業前因仍就讀愛知縣一宮市當地的學校，所以每週末必須來回穿梭於東京及名古屋來經營她的聲優事業[4]。錄音的前一天都會住在東京都內之事已經習以為常[5]。
- 2008年高中畢業後隻身前往東京開始一人生活，一邊就讀大學的同時一邊經營聲優事業[6]。
- 2008年9月3日於連續劇「夢回綠園 ～青春男子寮日誌～」裡擔任「新田美惠子」的角色，同時以個人名義發表出道單曲也是該劇片尾曲的『naissance』藉此宣佈將進軍歌壇（隸屬於Music Ray'n公司）。
- 2009年2月15日在「Music Ray'n 女孩們的春天巧克力祭典」活動中與同樣屬於Music Ray'n的壽美菜子、高垣彩陽、豐崎愛生三人組成聲優團體「Sphere」進行音樂活動（隸屬於Glory Heaven）。
- 2009年獲得聲優獎之新人女優賞的獎項。
- 2009年10月9日發售第一本寫真集「HARUKAs」。
- 2009年12月6日為了紀念Sphere第三張單曲的發售於東京的乃木坂Sony Studio裡舉行了活動與Pl@net Sphere的公開錄音中宣布於2010年2月份發售個人第二寫真集與首張專輯。
- 2019年1月11日在個人部落格宣布結婚，對象為一般社員[7]；2021年2月10日宣布誕下一女[8]。

### 特色
- 有著可以表現出青澀少女或成年女性的特質，是個豐富多彩的嗓音的同時，所演出的角色以開朗的少女及驕蠻系的女生比較多，不過有時也會擔任輕浮的角色或是反派角色。
- 由於自己本身的年齡與具有張力的嗓音，基本上比較偏向於演出開朗活潑的少女，但是有時也會演出像是成熟淑女或充滿神秘感的角色，演出範圍極為寬廣。此外自己在演出以下類型角色時也獲得一致的公認：神（神薙）、精靈（神曲奏界）、外星人（出包王女）、幽靈（機巧魔神），因此演出神秘角色的機會也不少。

### 人物
- 想當上聲優的契機是在國中三年級時，對演戲頗具興趣，還曾想過說要替吉卜力工作室的動畫作品配音。但是對於這條人生道路，心情一直含糊不定，最後接受了朋友的建議前去參加試鏡。
- 興趣是圖畫創作，但據說也僅止於在腳本上面的塗鴉。
- 自稱鮫マニア（Shark Mania），但並非是喜歡鯊魚，而是為了避免來自鯊魚的危機而對牠們的習性比較了解。
- 因為有著「要不要來學點樂器」這樣的念頭，於2009年1月買了電貝斯，現在擁有兩把。
- 憧憬著日本女演員也兼任聲優的戶田惠子。
- 由於多部作品都演姊妹，所以和花澤香菜感情很好，但有趣的是，不論是入行時間還是實際年紀花澤都比戶松長和大，但動畫中卻總是戶松演姊姊。

### 歌手
- 除了以「Sphere」的名義進行團體音樂活動之外，個人名義的演出與唱片也陸續地在進行。像是自己本身就在參與演出的「神薙」中擔任片頭曲與片尾曲的演唱，而片頭曲的『motto☆派手にね!』在發售之時還達成過當週排行榜第10名，獲得了更大的注目。
- 會依據音樂曲風的不同決定用什麼樣的嗓音唱歌，對她本人來說這有一種接近演戲時的感覺。

### 趣事
- 在參加試鏡表現自我魅力與能力時，一字不漏地背出「神隱少女」的台詞，重點還是一人分飾五角。[9]

## 演出作品
※粗體字為擔任該作品之主要角色

### 電視動畫
2007年
- 校園烏托邦 學美向前衝！（スイーツ生徒、學生）
- 星界死者之書（まゆら）
- 神曲奏界（克緹卡兒蒂·阿巴·拉格蘭潔絲）
- 天翔少女（蒔原彌生）
- 地球防衛少年（フタバ／矢村双葉）
- 萌單（黑威澄）
- 悲慘世界 少女珂賽特（奧黛麗）

2008年
- 神薙（薙）
- 機動戰士高達00（蜜蕾娜·瓦斯提）
- 狂亂家族日記（姫宮千子 / 亂崎千花）
- 鋼鐵新娘（艾姆艾姆）
- 絕對可愛CHILDREN（三宮紫穗）
- 鐵腕女警DECODE（神官的太空船）
- 出包王女（羅羅·撒塔琳·戴比路克）
- 交響情人夢巴黎篇（ごろ太）
- 魍魎之匣（柚木加菜子）
- 夜櫻四重奏（岸桃華）

2009年
- 明日的與一（斑鳩菖蒲）
- 機巧魔神（水無神操緒）
- 機巧魔神2（水無神操緒）
- CANAAN（云云）
- 四葉遊戲（月島青葉）
- GA 藝術科美術設計班（山口如月）
- 地獄少女 三鼎（柏木秀美）
- 神曲奏界POLYPHONICA crimsonS（克緹卡兒蒂·阿巴·拉格蘭潔絲）
- 浪漫追星社（蒔田姫）
- 戰鬥司書 The book of Bantorra（洛蘿緹＝瑪爾伽）
- 科學超電磁砲（灣內絹保）
- 貓願三角戀（桐嶋朱莉、桐嶋琴音）
- BASQUASH!（魯修）
- WHITE ALBUM（觀月麻奈[10]）
-瑪莉亞的凝望 第4季（高知日出實）
- 簡單易懂的現代魔法（一之瀨·弓子·克莉絲汀娜）
- 碧陽學園學生會議事錄（宮代奏）

2010年
- 閃電十一人（久遠冬花、鈴目）
- 刀語（否定姫）
- 空·之·音（瑪利亞）
- 無頭騎士異聞錄 DuRaRaRa!!（神近莉緒）
- 管家後宮學園（哈蒂耶）
- 屍鬼（清水惠）
- 最後大魔王（照屋榮子）
- 玩伴貓耳娘（金武城真奈美）
- 超元氣3姊妹（丸井一葉）
- 出包王女第二季（菈菈·薩塔琳·戴比路克）
- STAR DRIVER 閃亮的塔科特（氣多的巫女）
- 半妖少女綺麗譚（百綠）
- 女僕咖啡廳（西老師）

2011年
- 花開物語（和倉結名）
- 超元氣3姊妹 增量中（丸井一葉）
- 我們仍未知道那天所看見的花的名字。（安城鳴子(安鳴)）
- 「C」（真朱）
- 惡魔奶爸（花澤由加、安潔莉卡）
- 閃電十一人GO（西園信助、桃山我聞）
- 沉默的森田同學（村越美樹）
- 沉默的森田同學。2（村越美樹）
- 眾神中的貓神（繭）
- WORKING'!!（真柴美月）
- 學園救援團（加納亞里莎）
- 偶像大師（日高愛）

2012年
- 在盛夏等待（貴月一花）
- 猛烈宇宙海賊（格里埃爾·塞雷尼提）
- 戀研！（若宫楓）
- 夏色奇蹟（花木優香）
- 加速世界（若宮惠）
- 刀劍神域（亞絲娜／結城明日奈）
- 貧乏神來了（龍膽嵐丸）
- 閃電十一人GO 時空之石（西園信助）
- 心連·情結（西野菜菜）
- 出包王女DARKNESS（菈菈·薩塔琳·戴比路克）
- 鄰座的怪同學（水谷雫）
- 魔奇少年（摩兒迦娜）

2013年
- 魔王勇者（女僕姐〈農奴姐〉）
- THE UNLIMITED 兵部京介（三宮紫穗）
- 百花繚亂 SAMURAI BRIDE（荒木又右衛門）
- 星光少女 Rainbow Live（蓮城寺貝露）
- 革命機Valvrave（流木野咲）
- 科學超電磁砲S（灣内絹保）
- 閃電十一人GO 銀河（西園信助、瞬木瞬）
- 只有神知道的世界 女神篇（瑠寧）
- 黏黏糊糊!!角質君（ニュナ、うさぎカクセン）
- 核爆末世錄（成瀨荊）
- 當不成勇者的我，只好認真找工作了。（戶松遙）
- 魔奇少年 The Kingdom of Magic（摩兒迦娜）
- 我要成為世界最強偶像（風間璃緒）
- 夜櫻四重奏 -花之歌-（岸桃華）
- 武士弗拉明戈（真野茉莉）
- 刀劍神域 Extra Edition（亞絲娜／結城明日奈）

2014年
- 妖怪手錶（天野景太、石森勇香）
- 鬼燈的冷徹（獄卒）
- 櫻Trick（高山春香）
- Wake Up, Girls!（卡莉娜）
- Happiness Charge 光之美少女！（冰川伊绪奈／命運天使、記者）
- 魔法科高中的劣等生（壬生紗耶香）
- 刀劍神域Ⅱ（亞絲娜／結城明日奈）
- 火星異種「阿聶克斯一號篇」（源百合子）
- 魔彈之王與戰姬（艾蕾歐諾拉·維爾塔利亞）
- （笹原野野花）
- 漫畫家與助手們(音砂見張）

2015年
- 絕對雙刃（永倉伊萬里）
- 東京喰種√A（安久奈白）
- 無頭騎士異聞錄 DuRaRaRa!!×2 承（神近莉緒）
- 果然我的青春戀愛喜劇搞錯了。續（折本佳織）
- 在地下城尋求邂逅是否搞錯了什麼（埃伊娜·祖爾）
- 御神樂學園組曲（喵琳）
- Punch Line（秩父拉布拉）
- 銀魂°（坂田銀子）
- GATE 奇幻自衛隊 在彼方的土地，如斯的戰鬥（平娜·戈·蘭達）
- 無頭騎士異聞錄 DuRaRaRa!!×2 轉（神近莉緒）
- 迷糊餐廳 第三期（真柴美月）
- 出包王女DARKNESS 2nd（菈菈·薩塔琳·戴比路克）
- 不管怎樣都想成為干支（雞）

2016年
- GATE 奇幻自衛隊 在彼方的土地，如斯的戰鬥 第2期（平娜·戈·蘭達）
- 灰與幻想的格林姆迦爾（慕茲蜜）
- 火星異種 復仇（源百合子）
- 機動戰士GUNDAM UC RE:0096（米寇特·帕奇）
- ReLIFE（狩生玲奈）
- 天真與閃電（小鹿忍）
- 時間旅行少女～真理、和花與8名科學家～（早瀨晶）
- 齊木楠雄的災難（齊木楠子）
- WWW.WORKING!!（宮越華）
- 神裝少女小纏（克拉露絲·托尼托露絲[11]）

2017年
- 名侦探柯南（矢萩惠美）
- 幼女戰記（瑪麗）
- 人渣的本願（繪鳩早苗）
- 在地下城尋求邂逅是否搞錯了什麼 外傳 劍姬神聖譚（埃伊娜·祖爾）
- 徒然喜歡你（古屋螢）
- 側車搭檔（永井美咲）
- Wake Up, Girls! 新章（卡莉娜）
- 無論何時我們的戀情都是10厘米。（榎本夏樹）

2018年
- 紫羅蘭永恆花園（愛麗絲·卡娜莉）
- DARLING in the FRANXX（02）
- 齊木楠雄的災難 第2期（齊木栗子）
- 龍王的工作！（祭神雷）
- 閃電十一人 戰神的天秤（服部半太、宮野茜）
- 女神異聞錄5 the Animation（奧村春[12]）
- 天狼 Sirius the Jaeger（尤里〈幼少期〉）
- 刀劍神域 Alicization（亞絲娜／結城明日奈）
- 哥布林殺手（劍聖）

2019年
- 笨拙之極的上野（北長同學）
- 八十龜觀察日記（八十龜最中[13]）
- 幻影天使（アリタミス・ドンパニーナ・タイオス）
- 流汗吧！健身少女（愛菜留美香[14]）
- 魔王陛下RETRY！（祈菈·克茵[15]）
- 女高中生的虛度日常（菊池茜[16]）
- 騷亂時節的少女們。（十條園繪）
- 在地下城尋求邂逅是否搞錯了什麼II（埃伊娜·祖爾）
- 名侦探柯南（阿部理惠）
- 喜歡本大爺的竟然就妳一個？（三色院堇子[17]）
- 刀劍神域 Alicization War of Underworld（亞絲娜／結城明日奈）
- 少女前線 人形小劇場 -治癒篇-（M4A1）

2020年
- 八十龜觀察日記 第2冊（八十龜最中）
- 科學超電磁砲T（灣內絹保）
- 阿爾蒂（達芙妮[18]）
- 果然我的青春戀愛喜劇搞錯了。完（折本佳織）
- 刀劍神域 Alicization War of Underworld -THE LAST SEASON-（亞絲娜／結城明日奈）
- 歌舞伎町夏洛克（約翰·H·華生〈幼年〉）
- 噴嚏大魔王2020（賢麻里真理雄）
- 妖怪學園Y ～第N類接觸～（姬川吹雪、友道健）
- 在地下城尋求邂逅是否搞錯了什麼III（埃伊娜·祖爾）
- 少女前線 人形小劇場 -狂亂篇-（M4A1、李-恩菲尔德、WA2000）

2021年
- 堀與宮村（堀京子）
- 八十龜觀察日記 第3冊（八十龜最中）
- 偶像榮耀（神崎莉央）
- Re:從零開始的異世界生活 2nd season（福爾圖娜）
- 比方說，這是個出身魔王關附近的少年在新手村生活的故事（梅娜）
- 魔法科高中的優等生（壬生紗耶香）
- 桃子男孩渡海而來（維妮）

2022年
- 少女前線（M4A1、WA2000）
- 自稱賢者弟子的賢者（阿爾菲娜、艾蕾翠娜、芙蘿蒂娜、夏露薇娜、愛莉薇娜、賽蕾絲堤娜、克莉絲汀娜）
- 通靈王（第2作）（天野輝子）
- 八十龜觀察日記 第4冊（八十龜最中）
- 異世界歸來的舅舅（精靈[19]）
- 卡片戰鬥!! 先導者 will+Dress（額田ユリナ）
- 在地下城尋求邂逅是否搞錯了什麼IV（埃伊娜·祖爾）
- 徹夜之歌（桔梗芹[20]）
- POP TEAM EPIC（第2期）（坎奇、鴿子師父、波賽頓〈第11話A段〉）

2023年
- 妖幻三重奏（鳥羽彌生[21]）
- 名偵探柯南（夢川彩子）
- 放學後失眠的你（白丸結[22]）
- 堀與宮村 -piece-（堀京子[23]）
- 成為悲劇元凶的最強異端，最後頭目女王為了人民犧牲奉獻（緹雅菈[24]）
- 白聖女與黑牧師（メル[25]）
- 我們的雨色協議（坂上佳子）

2024年
- 不死不運（喬許）
- 吹響吧！上低音號3（黑江真由[26]）
- 轉生貴族憑鑑定技能扭轉人生（法姆[27]）
- 金剛戰神U（蒂隆娜、露比娜[28]）
- 異世界悠閒紀行～邊養娃邊當冒險者～（希爾菲利爾[29]）
- 悲喜漁生（艾絲[30]）
- 精靈幻想記2（皇沙月[31]）
- 神劍闖江湖－明治劍客浪漫譚－ 京都動亂（駒形由美[32]）

2025年
- 雖然我是注定沒落的貴族 閒來無事只好來深究魔法（艾絲娜[33]）
- 紅戰士在異世界成了冒險者（拒絕凍土）
- 我的幸福婚約 第二期（陣之內薰子[34]）
- 徹夜之歌（第2期）（桔梗芹[35]）

### OVA
2007年
- 草莓棉花糖 Original Video Animation（女學生）
- Tales of Symphonia THE ANIMATION VOL.3（女子）

2008年
- 世外魔島～黑月之王與雙月公主～（卡蕾特·費依·索瓦裘）
- ピューと吹く!ジャガー リターン・オブ・約1年ぶり（サヤカ）

2009年
- きグルみっくV3 -ベストエピソードコレクション-（江戸前あづき）
- 出包王女 OVA（菈菈·撒塔琳·戴比路克）

2010年
- 飛輪少年 黑色羽毛與沉睡森林（野山野林檎）
- 機動戰士GUNDAM UC（米寇特·巴奇）
- 劍與魔法與学園。2（ジェラート）
- GA 藝術科美術設計班 OVA（山口如月）
- 楚楚可憐超能少女組～愛多憎生！被奪走的未來？～（三宮紫穗）
- 夜櫻四重奏～星之海～（岸桃華）
- 科學超電磁砲 OVA（灣内絹保）

2011年
- Carnival Phantasm（七子）
- 沉默的森田同學（村越美樹）

2012年
- 眾神中的貓神（繭）
- 夏色奇蹟 第15次暑假（花木優香）
- 出包王女DARKNESS（菈菈·撒塔琳·戴比路克）

2013年
- 鄰座的怪同學 鄰座的極道同學（雫）※漫畫12卷附贈DVD特裝版
- 夜櫻四重奏～對月哭泣～（岸桃華）
- 出包王女DARKNESS（菈菈·撒塔琳·戴比路克）※漫畫8、9卷附贈DVD特裝版

2014年
- 出包王女DARKNESS（菈菈·撒塔琳·戴比路克）※漫畫12卷附贈DVD特裝版

2016年
- 出包王女DARKNESS（菈菈·撒塔琳·戴比路克）※漫畫16卷附贈DVD特裝版

2018年
- ReLIFE"完結篇"（狩生玲奈）

### 動畫電影
- 劇場版 機動戰士GUNDAM00 -A wakening of the Trailblazer-（蜜蕾娜·瓦斯提）
- 閃電十一人GO 究極之絆 獅鷲獸（西園信助）
- 劇場版 花開物語 HOME SWEET HOME（和倉結名）
- 劇場版 星光少女 全星選拔 星光☆十強（蓮城寺貝兒）
- 猛烈宇宙海賊 ABYSS OF HYPERSPACE -超空間的深淵-（格里埃爾·塞雷尼提）
- 我們仍未知道那天所看見的花名。（安城鳴子）

2014年
- Wake Up, Girls! 七位偶像（卡莉娜）
- Happiness Charge 光之美少女！人偶之國的芭蕾舞女（冰川伊緒奈／命運天使）

2015年
- 光之美少女 All Stars 春之嘉年華♪（冰川伊緒奈／命運天使）

2016年
- 光之美少女 All Stars 大家歌唱吧♪奇跡的魔法！（冰川伊緒奈／命運天使）
- 從好久以前就喜歡你。～告白實行委員會～（榎本夏樹）
- 喜歡上你的那瞬間。～告白實行委員會～（榎本夏樹）

2017年
- 刀劍神域劇場版：序列爭戰（亞絲娜／結城明日奈）
- 魔法少女奈叶Reflection（阿米蒂埃·弗洛利安）
- 生化危机：血仇（娜迪雅）

2018年
- 劇場版 七大罪 天空的囚人（艾爾拉蒂）
- 魔法少女奈叶Detonation（阿米蒂埃·弗洛利安）
- HUG！光之美少女♡光之美少女 All Stars Memories（冰川伊緒奈／命運天使）

2019年
- 劇場版 幼女戰記（瑪麗·蘇）
- 劇場版 在地下城尋求邂逅是否搞錯了什麼 -獵戶座之箭-（埃伊娜·祖爾）
- 紫羅蘭永恆花園外傳：永遠與自動手記人偶（愛麗絲·坎納利）
- 電影版 妖怪學園Y 貓也能成為HERO嗎（姬川吹雪）
- BLACKFOX（米亞）

2020年
- 紫羅蘭永恆花園電影版（愛麗絲·坎納利）

2021年
- 刀劍神域劇場版 -Progressive- 無星夜的詠嘆調（亞絲娜／結城明日奈）
- 電影版妖怪手錶♪ 景太與我的相遇篇喵♪還、還有我～♪♪（天野景太）

2022年
- 劇場版 擅長捉弄人的高木同學（太田[36]）
- 刀劍神域劇場版 -Progressive- 陰沉薄暮的詼諧曲（亞絲娜／結城明日奈）
- 我們的黎明（岸和子[37]）

2024年
- 劇場版草莓王子 起始的物語～Strawberry School Festival!!!～[38]
- 劇場版物怪 唐傘（大友牡丹[39]）
- 蠟筆小新：我們的恐龍日記（アンジェラ[40]）
- 劇場版 OVERLORD 聖王國篇（葵拉特·卡斯托迪奧[41]）
- 機動戰士鋼彈SEED FREEDOM （艾碧·溫札[41]）

2025年
- 劇場版物怪 第二章 火鼠（大友牡丹[42]）

### 網路動畫
2008年
- 企鵝美眉♥心（海豚）

2019年
- 絲襪視界（藍川蓮）

2021年
- 少女前線 人形小劇場 -治癒篇2-（M4A1）

2024年
- 小鯊鯊出門去[43]
- Fate/Grand Order 搞不懂的藤丸立香 第2期（源赖光）

### 吹替
2025年
- 白色闪电（丁晓[44]）

### 特攝
- 獸電戰隊強龍者（喜之戰騎嘉黎蕾配音與偽裝型態客串演出）

### 電視演出
電視連續劇
- RHプラス（岬亞美）
- 夢回綠園 〜青春男子寮日誌〜（新田美惠子）
- ドクロゲキ2 サイドストーリー 「川口典子」
- モンキーパーマ3 （晴海奈美）
- 聲Girl！（戸松遥）
- 現在的年輕人喔…（ミク）

綜藝節目
- NHK-BS2《The☆Net Star!》（第12回來賓身份出場）
- 東京電視台《AniTV Presents Anisong PLUS+》（來賓身份出場）
- 埼玉電視台等台《Run Run LAN!》（來賓身份出場）
- 日本電視台《Sphere Club》（1~22回）

紀錄片(發展過程)
- うたたね♪（TOKYO MX：2009年9月12日、特別來賓）

### 廣播連續劇
- 
  - 日本放送節目有樂町動畫小鎮內的廣播連續劇
- VOMIC
  - 偽戀（桐崎千棘）

### 廣播節目
- Mini Town（日本放送『有樂町動畫小鎮』裡的小單元：2007年2月4日至2007年2月18日）
- 萌英單語 Listening RADIO（2007年7月6日開始至今，在日本BEAT☆Net Radio!及Lantis web radio兩網站中可收聽到與森永理科一同演出的線上廣播）
- かんなぎRadio（位於該作品官方網站，始於2008年6月11日）
- 絕對可憐放送局

### 廣播劇CD
- 愛を歌うより俺に溺れろ！
- 海之彼方（南雲火凜）
- ELEMENT GIRLS 元素周期 萌えて覚える化学の基本（氟）
- 神薙 廣播劇CD（月刊Comic REX 2008年12月號特別付錄）（薙）
- 神薙 廣播劇CD『高1の夏は一度しかない+ちょっと』（薙）
- 機動戰士GUNDAM 00 CD廣播劇・スペシャル3 アナザーストーリー COOPERATION-2312（蜜蕾娜·瓦斯提）
- 出包王女（菈菈·薩塔琳·戴比路克）
- 狂亂家族日記（亂崎千花）
- 創聖的亞庫艾里翁~太陽之翼~（Alicia公主）
- 絕對可愛CHILDREN 廣播劇CD ESP.1st（三宮紫穗）
- 神聖福音（木下熨斗目）
- 魔法禁書目錄
- 刀語（否定姫）
- 星歌戀曲（椎名紗久也）
- 刀劍神域（亞絲娜／結城明日奈）
- 閃電十一人GO  廣播劇CD「永遠之絆!!」（西園信助）
- 光在地球之時……（式部帆夏）
- 魔法少女奈叶 The MOVIE 2nd A's 廣播劇CD Side-Y（莉莉·修特罗杰克）
- 魔法少女奈叶INNOCENT Sound Stage（阿米蒂埃·弗洛利安）
- 天使1/2方程式（杉本雛）

### 有聲小說
- 女子大生会計士の事件簿（藤原萌實）

### 有聲漫畫
2024年
- 瑕疵新娘（有聲漫畫版，白蓮寺曉美、後鬼、紅椿朱鷺子）

### 音樂CD
- 神曲奏界 （角色歌曲集 Meta-morphose）（克緹卡兒蒂·阿巴·拉格蘭潔絲）
- 世界で一番ヤバイ恋（狂亂家族日記片尾曲）（乱崎千花）
- 出包王女（喜劇CD Vol.1）（菈菈·薩塔琳·戴比路克）
- 魔法少女マジカルたん!（萌英單語片尾曲）（黒威澄）
- 萌英單語 電視原聲帶&迷你角色專輯（Magical Melody）（黒威澄）

合唱歌曲
- 超元氣3姊妹1 片頭曲 「みっつ数えて大集合!」（歌：三葉（高垣彩陽）、雙葉（明坂聰美）、一葉（戶松遙））
- 超元氣3姊妹2 片頭曲 「わが名は小学生」（歌：三葉（高垣彩陽）、雙葉（明坂聰美）、一葉（戶松遙））

角色歌曲
- 楚楚可憐少女組 角色CD さわってViolet（CV.戸松遥）
- 明日的與一! 角色CD Girl grows up!～TSUN-DERE Ver.～（CV.戸松遥）
- 浪漫追星社 角色CD Dive to the sky（CV.戸松遥）
- 明日的與一! 角色CD あたしはぜんぜん気にしてないっ（CV.戸松遥）
- 猫神やおよろず 角色CD 極楽浄土へいらっしゃい（CV.戸松遥）
- TV動畫 『超元氣3姊妹』 角色歌曲Vol.3 丸井一葉（CV.戸松遥）

### 遊戲
- ARCRISE FANTASIA（セシル・ガルシア）
- 鋼鐵新娘DS（艾姆艾姆）
- サモンナイトグランテーゼ 滅びの剣と約束の騎士（ココ）
- 楚楚可憐少女組DS（三宮紫穗）
- 電撃学園RPG Cross of Venus（水無神操緒）
- 出包王女系列（菈菈·薩塔琳·戴比路克）
  - 出包王女 令人期待!!森林學校篇（NDS）
  - 出包王女 臉紅心跳!!海濱學校篇（PSP）
- 牧場物語 歡迎來到風之市集（エンジュ、シギュン）
- 萌單DS（黑威澄）(預約特典的DVD與演出貓君的檜山修之一同演出)
- 偶像大師 深情之星（日高愛）
- 偶像大師 灰姑娘女孩（日高愛）
- 武裝神姬BATTLE RONDO（天使コマンド型 MMS ウェルクストラ）
- KERORO RPG 騎士與武者與傳說的海賊（ミミクリ）
- 鶺鴒女神 〜來自未來的禮物〜（来瀨、赤ちゃん）
- 戰場女武神2 加立亞王立士官學校（エイリアス）
- 東京鬼祓師 鴉乃杜學園奇譚（武藤いちる）
- 闘真伝（ウィノ・マクガバン）
- NUGA-CEL!（ピヨ）
- Battle Spirits 輝石の覇者（蓮華）
- PHANTASY STAR Protable 2（チェルシー）
- Marriage Royale Prism Story（美久）
- 符文工廠3 -新牧場物語-（イオン）
- 閃電十一人3 挑戰世界!!（久遠冬花）
- 紅魔城傳說 2 幻妖之鎮魂歌（アリス・マーガトロイド、小野塚小町）
- 闘真伝（ウィノ・マクガバン）
- 魔法少女奈葉 A's 攜帶版：命運齒輪（阿米蒂埃·弗洛利安、莉莉·修特罗杰克）
- 屍體派對-Book of Shadows（山本美月）
- 刀劍神域 無限瞬間（亞絲娜）
- 刀劍神域 虛空斷章（亞絲娜）
- 刀劍神域 Lost Song（亞絲娜）
- 刀劍神域 虛空幻界（亞絲娜）
- 加速世界VS刀劍神域 千年的黃昏（亚丝娜）
- 刀劍神域 彼岸遊境（亚丝娜）
- 零～濡鴉之巫女～（百百瀨春河）
- 狩龍戰紀（煉金術師瑪蓮達、系統語音8）
- 數碼寶貝物語 網路偵探（四之宫莉娜）
- J-Stars Victory VS（菈菈·萨塔琳·戴比路克）
- 女神異聞錄5（奧村春）
- 御靈錄otogi（靈）
- Fate/Grand Order（源賴光、蒼崎青子）
- 少女前線（M4A1、李－恩菲爾德、WA2000）
- 陰陽師 (遊戲)（鴆）
- 閃耀幻想曲（高山春香、山口如月）
- 魔法禁书目录 幻想收束（湾内绢保）
- 決戰平安京（鴆）
- 夢境連結（妮可拉、維多利亞）
- 食之契約（川味火鍋、辣炒年糕）
- 聖域對決（普洛娜）
- 聖火降魔錄 英雄雲集（蕾娜）
- 任天堂明星大亂鬥 特別版（奧村春）

2020年
- 傳說對決（閃光亞絲娜）
- 戰雙帕彌什（卡列尼娜）

2021年
- 月姬 -A piece of blue glass moon-（蒼崎青子）

2022年
- Melty Blood: TYPE LUMINA（蒼崎青子）
- 魔法使之夜（蒼崎青子）
- 幻塔（奈美西斯、莎莉）

2023年
- Fate/Samurai Remnant（Rider/丑御前）

2024年
- 碧蓝航线（苏维埃同盟）

### 布袋戲
2016年
- Thunderbolt Fantasy 東離劍遊紀（獵魅）

### 寫真集
- 『HARUKAs』（2009年10月9日）
- 『High Touch!』（2010年2月25日）
- 『Rainbow Vacation』（2011年10月20日）
- 『ハルカモード 2009-2012』（2012年12月25日）
- 『ハルカモードSS』（2018年2月1日）
- 『ハルカモードAW』（2018年2月1日）

### 其他
- 電視動畫『GA 藝術科美術設計班』DVD CM（真人演出）
- 電影『我最最最討厭的學長』（客串演出）
- （CloudCore VPS萌化角色）[45]

## 唱片

### 單曲
以聲優團體發行的作品，詳見sphere項目。
|            | 發售日         | 名稱                    | 規格品號          | 規格品號 | 規格品號                   | 最高位 | 備註                                                 |
| 初回限定盤 | 發售日         | 名稱                    | 通常盤            | 動畫盤   |                            | 最高位 | 備註                                                 |
| ---------- | -------------- | ----------------------- | ----------------- | -------- | -------------------------- | ------ | ---------------------------------------------------- |
| 1st        | 2008年9月3日   | naissance               | SMCL-148/SMCL-149 | SMCL-150 |                            | 80位   | 電視劇《夢回綠園 〜青春男子寮日誌〜》片尾曲          |
| 2nd        | 2008年10月29日 | motto☆派手にね!         | SMCL-155/SMCL-156 | SMCL-157 | SMCL-158（神薙盤）         | 10位   | 動畫《神薙》片頭曲                                   |
| 3rd        | 2008年11月26日 | 産巣日の時              | SMCL-159/SMCL-160 | SMCL-161 | SMCL-162（神薙盤）         | 21位   | 動畫《神薙》片尾曲                                   |
| 4th        | 2009年5月13日  | こいのうた              | SMCL-173/SMCL-174 | SMCL-175 |                            | 32位   | 動畫《神曲奏界POLYPHONICA crimsonS》片尾曲           |
| 5th        | 2010年1月27日  | Girls, Be Ambitious.    | SMCL-181/SMCL-182 | SMCL-183 |                            | 14位   | 動畫《空·之·音》片尾曲                               |
| 6th        | 2010年8月4日   | 渚のSHOOTING STAR       | SMCL-195/SMCL-196 | SMCL-197 |                            | 19位   |                                                      |
| 7th        | 2010年11月3日  | Baby Baby Love          | SMCL-216/SMCL-217 | SMCL-218 |                            | 13位   | 動畫《出包王女第二季》片尾曲                         |
| 8th        | 2011年7月13日  | Oh My God♥              | SMCL-241/SMCL-242 | SMCL-243 |                            | 11位   | 動畫《眾神中的貓神》片尾曲                           |
| 9th        | 2012年7月25日  | 夢世界                  | SMCL-273/SMCL-274 | SMCL-275 | SMCL-276（SAO盤）          | 13位   | 動畫《刀劍神域》片尾曲                               |
| 10th       | 2012年10月17日 | Q&A 演奏會！            | SMCL-281/SMCL-282 | SMCL-283 |                            | 11位   | 動畫《鄰座的怪同學》片头曲                           |
| 11th       | 2013年7月10日  | PACHI PACHI PARTY       | SMCL-300/SMCL-301 | SMCL-302 |                            | 14位   |                                                      |
| 12th       | 2014年1月15日  | ヒカリギフト            | SMCL-317/SMCL-318 | SMCL-319 |                            | 11位   |                                                      |
| 13th       | 2014年7月30日  | Fantastic Soda!!        | SMCL-337/SMCL-338 | SMCL-339 |                            | 19位   |                                                      |
| 14th       | 2014年12月3日  | courage                 | SMCL-367/SMCL-368 | SMCL-369 |                            | 4位    | 動畫《刀劍神域Ⅱ》片頭曲                              |
| 15th       | 2015年9月30日  | STEP A GO!GO!           | SMCL-403/SMCL-404 | SMCL-405 |                            | 25位   |                                                      |
| 16th       | 2016年2月17日  | シンデレラ☆シンフォニー | SMCL-415/SMCL-416 | SMCL-417 |                            | 22位   |                                                      |
| 17th       | 2016年10月26日 | モノクロ/Two of us      | SMCL-449/SMCL-450 | SMCL-451 | SMCL-452(ゲーム盤)         | 38位   |                                                      |
| 18th       | 2017年10月11日 | 有頂天Traveller         | SMCL-505/SMCL-506 | SMCL-507 | SMCL-508【期間生産限定盤】 | 13位   |                                                      |
| 19th       | 2018年9月5日   | TRY & JOY               | SMCL-557/SMCL-558 | SMCL-559 |                            | 16位   |                                                      |
| 20th       | 2019年11月20日 | Resolution              | ISMCL-630/1       | SMCL-632 | SMCL-633/4                 | 19位   | 動畫《刀劍神域 Alicization War of Underworld》主題曲 |

### 專輯
|            | 發售日        | 名稱                                 | 規格品號          | 規格品號 | Oricon 最高位 |
| 初回限定盤 | 發售日        | 名稱                                 | 通常盤            |          | Oricon 最高位 |
| ---------- | ------------- | ------------------------------------ | ----------------- | -------- | ------------- |
| 1st        | 2010年2月24日 | Rainbow Road                         | SMCL-189/SMCL-190 | SMCL-191 | 15位          |
| 2nd        | 2013年1月16日 | Sunny Side Story                     | SMCL-288/SMCL-289 | SMCL-290 | 5位           |
| 3rd        | 2015年3月18日 | Harukarisk*Land                      | SMCL-375/SMCL-376 | SMCL-377 | 7位           |
| 4th        | 2018年5月2日  | COLORFUL GIFT （页面存档备份，存于） | SMCL-536/SMCL-537 | SMCL-538 | 13位          |

### 最佳專輯
|            | 發售日        | 名稱                                                     | 規格品號          | 規格品號 | Oricon 最高位 |
| 初回限定盤 | 發售日        | 名稱                                                     | 通常盤            |          | Oricon 最高位 |
| ---------- | ------------- | -------------------------------------------------------- | ----------------- | -------- | ------------- |
| 1th        | 2016年6月15日 | 戸松遥 BEST SELECTION -sunshine- （页面存档备份，存于）  | SMCL-430/SMCL-431 | SMCL-432 | 11位          |
| 1th        | 2016年6月15日 | 戸松遥 BEST SELECTION -starlight- （页面存档备份，存于） | SMCL-433/SMCL-434 | SMCL-435 | 13位          |

### LIVE影像作品
|         | 發售日         | 名稱                                                                            | 規格品號 | 規格品號          |
| Blu-ray | 發售日         | 名稱                                                                            | DVD      |                   |
| ------- | -------------- | ------------------------------------------------------------------------------- | -------- | ----------------- |
| 1st     | 2012年2月22日  | 戸松遥 first live tour 2011「オレンジ☆ロード」 （页面存档备份，存于）           | SMXL-2   | SMBL-102/SMBL-103 |
| 2nd     | 2013年10月30日 | 戸松遥 second live tour「Sunny Side Stage!」 （页面存档备份，存于）             | SMXL-5   | SMBL-107/SMBL-108 |
| 3rd     | 2016年2月17日  | 戸松遥 3rd Live Tour 2015「Welcome!Harukarisk＊Land!!!」 （页面存档备份，存于） | SMXL-9   |                   |
| 4rd     | 2017年8月9日   | 戸松遥 BEST LIVE TOUR 2016〜SunQ&ホシセカイ〜 （页面存档备份，存于）            | SMXL-12  |                   |

### 精選音樂剪輯
|     | 發售日        | 名稱                                                    | 規格品號 |
| --- | ------------- | ------------------------------------------------------- | -------- |
| 1st | 2016年8月10日 | HARUKA TOMATSU Music Clips step1 （页面存档备份，存于） | SMXL-10  |

## 註腳
1. ↑  . www.tomatsuharuka.com.   [2016-04-15]. （原始内容存档于2016-04-05） （日语）.
2. ↑  . MusicRay'n コーポレートサイト.   [2018-04-15]. （原始内容存档于2018-04-10） （日语）.
3. ↑  .   [2014-03-24]. （原始内容存档于2013-10-14）.
4. ↑  出自《神曲奏界》官方網頁的專欄。
5. ↑  TBS動畫節（TBS Anime Festa）'2007上發表
6. ↑  發表於本人的部落格
7. ↑  .   [2019-01-11]. （原始内容存档于2019-01-11）.
8. ↑  . 戶松遙官方部落格.   [2021-02-10]. （原始内容存档于2021-02-27） （日语）.
9. ↑  資料來自《FRIDAY》2011年5月20日號
10. ↑  .   [2025-07-20]. （原始内容存档于2009-01-26） （日语）.
11. ↑  . .   [2025-07-24] （日语）.
12. ↑  . ペルソナチャンネル.   [2017-07-30]. （原始内容存档于2017-07-30）.
13. ↑  . 電視動畫「八十龜觀察日記」官方網站.   [2018-11-22]. （原始内容存档于2019-02-09）.
14. ↑  . 電視動畫「流汗吧！健身少女」官方網站.   [2019-07-16]. （原始内容存档于2019-06-26）.
15. ↑  . 電視動畫「魔王陛下RETRY！」官方網站.   [2019-04-22]. （原始内容存档于2019-02-15）.
16. ↑  .   [2019-01-25]. （原始内容存档于2019-01-25）.
17. ↑  . 電視動畫「喜歡本大爺的竟然就妳一個？」官方網站.   [2018-10-07]. （原始内容存档于2019-08-26）.
18. ↑  . 電視動畫「阿爾蒂」官方網站.   [2020-03-13]. （原始内容存档于2019-11-25）.
19. ↑  . Comic Natalie. 2021-12-24  [2021-12-24]. （原始内容存档于2021-12-26） （日语）.
20. ↑  . Comic Natalie. 2022-04-27  [2022-04-27]. （原始内容存档于2022-06-18） （日语）.
21. ↑  . 電視動畫《妖幻三重奏》官方網站. 2022-12-18  [2022-12-18]. （原始内容存档于2023-02-03） （日语）.
22. ↑  . Comic Natalie. 2023-01-04  [2023-01-04]. （原始内容存档于2023-01-09） （日语）.
23. ↑  . Comic Natalie. 2023-03-25  [2023-03-25]. （原始内容存档于2023-04-01） （日语）.
24. ↑  . Comic Natalie. 2022-10-28  [2022-10-28]. （原始内容存档于2022-11-13） （日语）.
25. ↑  . Comic Natalie. 2022-12-15  [2022-12-15] （日语）.
26. ↑  . Comic Natalie. 2023-11-23  [2023-11-23]. （原始内容存档于2023-11-28） （日语）.
27. ↑  . Comic Natalie. 2024-02-09  [2024-02-09]. （原始内容存档于2024-02-11） （日语）.
28. ↑  . Comic Natalie. 2023-11-16  [2023-11-16]. （原始内容存档于2023-11-17） （日语）.
29. ↑  . Comic Natalie. 2024-03-12  [2024-03-12]. （原始内容存档于2024-03-13） （日语）.
30. ↑  . Comic Natalie. 2024-09-06  [2024-09-06]. （原始内容存档于2024-10-07） （日语）.
31. ↑  . Comic Natalie. 2024-08-01  [2024-08-01]. （原始内容存档于2024-08-06） （日语）.
32. ↑  . Comic Natalie. 2024-09-16  [2024-09-16]. （原始内容存档于2024-09-16） （日语）.
33. ↑  . Comic Natalie. 2024-06-27  [2024-06-27]. （原始内容存档于2024-06-27） （日语）.
34. ↑  . Comic Natalie. 2024-12-01  [2024-12-01] （日语）.
35. ↑  . Comic Natalie. 2024-03-11  [2024-03-11]. （原始内容存档于2024-03-12） （日语）.
36. ↑  . Comic Natalie. 2022-05-09  [2022-05-09]. （原始内容存档于2022-06-13） （日语）.
37. ↑  . Comic Natalie. 2022-07-20  [2022-07-20]. （原始内容存档于2022-07-25） （日语）.
38. ↑  . Comic Natalie. 2024-06-09  [2024-06-09]. （原始内容存档于2024-06-12） （日语）.
39. ↑  . Comic Natalie. 2024-05-01  [2024-05-01]. （原始内容存档于2024-05-12） （日语）.
40. ↑  . Comic Natalie. 2024-06-20  [2024-06-20]. （原始内容存档于2024-06-20） （日语）.
41. 1 2  . Comic Natalie. 2024-03-22  [2024-03-22]. （原始内容存档于2024-04-07） （日语）.
42. ↑  . Comic Natalie. 2024-12-04  [2024-12-04]. （原始内容存档于2024-12-17） （日语）.
43. ↑  . Comic Natalie. 2024-02-02  [2024-02-02]. （原始内容存档于2024-05-11） （日语）.
44. ↑  . 卓球少女 -閃光のかなたへ-. 2025-03-14  [2025-03-16]. （原始内容存档于2025-03-14）.
45. ↑  .   [2013-09-02]. （原始内容存档于2013-10-23）.

## 外部連結
- 戸松 遥｜MusicRay'n コーポレートサイト
- 戸松 遥 Official Website
- 戸松遥 オフィシャルラジオ『戸松遥のココロ☆ハルカス』
- 『スフィアの4Colors LABO』戸松遙、豐崎愛生、壽美菜子、高垣彩陽一起合作的YouTube頻道